# Lato Ochrydzkie
Lato Ochrydzkie (mac. Охридско лето, ang. Ohrid Summer Festival) – festiwal muzyczny odbywający się od 1961 roku w macedońskiej miejscowości Ochryda. Miejscem festiwalu jest duchowa stolica tego kraju, wpisana na listę światowego dziedzictwa UNESCO, stąd wiele koncertów odbyło się w Cerkwi świętej Zofii. Od 1994 jest on członkiem Europejskiego Stowarzyszenia Festiwali. Od 2001 roku ustalono, że ceremonia rozpoczęcia odbywa się 12 lipca, a ceremonia zakończenia 20 sierpnia – obie mają miejsce w starożytnym teatrze.
Koncerty dawali tutaj m.in.: wiolonczeliści Mstisław Rostropowicz i André Navarra, skrzypkowie Maksim Wiengierow, Leonid Kogan, Gidon Kremer, Ruggiero Ricci, Julian Rachlin i Salvatore Accardo, śpiewacy Vladimir Ruždjak i José Carreras, śpiewaczki Jelena Obrazcowa, Martina Arroyo i Katia Ricciarelli, polski chór Kantyczka oraz orkiestry z wielu krajów. Oprócz koncertów odbywają się podczas festiwalu także przedstawienia teatralne.
W 2010 otrzymał Order Zasługi Republiki Macedonii.